# Andrij Hitczenko
Andrij Ihorowycz Hitczenko, ukr. Андрій Ігорович Гітченко (ur. 2 października 1984 roku w Kijowie) – ukraiński piłkarz, grający na pozycji obrońcy, a wcześniej pomocnika.

## Kariera piłkarska
Wychowanek klubu Arsenał Kijów, barwy którego bronił w juniorskich mistrzostwach Ukrainy (DJuFL). W 2003 rozpoczął karierę piłkarską w drugiej drużynie Arsenału Kijów. Przez wysoką konkurencję nie potrafił przebić się do podstawowego składu, dlatego na początku 2007 przeszedł do CSKA Kijów. Latem 2007 przeniósł się do FK Ołeksandrija. Na początku 2010 został piłkarzem Desny Czernihów, ale już po pół roku powrócił do Oleksandrii. Na początku czerwca 2012 powrócił do Arsenału Kijów. Podczas przerwy zimowej sezonu 2012/13 przeszedł do Krywbasu Krzywy Róg. W lipcu 2013 przeszedł do Karpat Lwów. 11 maja 2016 opuścił lwowski klub, a 24 czerwca 2016 po raz kolejny został piłkarzem FK Ołeksandrija. 12 czerwca 2018 wrócił do Desny Czernihów.

## Sukcesy i odznaczenia

### Sukcesy klubowe
- mistrz Pierwszej Lihi: 2011